# Коби (Казбегский муниципалитет)
Коби (груз. კობი; осет. Къоб) — селение в Казбегском муниципалитете Грузии. Основано в XII веке. Находится на Военно-грузинской дороге. Рядом с селением начинается Трусовское ущелье. Расстояние до муниципального центра Степанцминда составляет примерно 20 км.

## История
Согласно формулировке дореволюционного Энциклопедического словаря Брокгауза и Ефрона: 

Коби — станция Военно-грузинской дороги, последняя перед перевалом через главный Кавказский хребет с севера, на высоте 6500 футов над уровнем моря. У Коби Военно-грузинская дорога покидает ущелье Терека и поднимается на перевал по крутому и узкому ущелью реки Байдарки, правого притока Терека— Коби // Энциклопедический словарь Брокгауза и Ефрона : в 86 т. (82 т. и 4 доп.). — СПб., 1890—1907.
Стратегическое значение Коби, как почтовой станции на Военно-грузинской дороге, вызывало интерес к этому населённому пункту в эпоху Российской империи. Так, инженер-генерал-майор Пётр Львович Альбранд в период между 1855 и 1864 годом написал работу под названием «Пояснительная записка по проекту дороги между Квишетом и Коби через перевал Кавказских гор» (осталась в рукописи). В те же годы была издана работа Б. И. Статковского под названием «Проект дороги через хребет Кавказских гор между урочищем Квишеты и станциею Коби». 
Статья ЭСБЕ о Военно-грузинской дороге содержит живописное описание прилегающей местности:

Следующий переезд (в направлении с севера на юг) — до станции Коби, последней остановки перед перевалом, идет по плодородной долине Терека, защищенной с боков отвесными обнаженными скалами. Равнина эта все более и более расширяется, принимая справа и слева широкие долины рек, впадающих в Терек. По боковым скалам виднеются осетинские аулы; где только возможно, небольшие клочки очищены от камней и засеяны ячменем. Особенно выделяется аул Сион с храмом, построенным во времена могущества Грузии. За минеральными источниками, пробивающимися из земли на 6-й версте от станции Коби, начинается подъем на высоту более 7700 футов над уровнем моря (Коби — 6500 футов). Дорога идет вдоль притока Терека, небольшой речки Байдар, именем которой названо это ущелье. Тут же аул Байдар, жители которого считают своей обязанностью в силу исторических воспоминаний оказывать путникам помощь в случае завалов, случающихся здесь в зимние месяцы. У перевала вершина Крестовой горы, получившей это название от креста, поставленного в 1824 году по приказанию А. П. Ермолова.— Военно-Грузинская дорога // Энциклопедический словарь Брокгауза и Ефрона : в 86 т. (82 т. и 4 доп.). — СПб., 1890—1907.
Согласно Географическо-статистическому словарю Российской империи:

Здесь, у подъема на Крестовую гору, находятся 2 ключа минеральной воды, довольно обильные. Воды химически не исследованы. В них так много газа, что закупоренная бутылка с водою лопается. Около Коби, на горе, находится церковь святого Георгия.— Географическо-статистический словарь Российской империи. Коби.
В июне 1769 года близ села Коби, на берегу реки Терек встретились и провели переговоры царь Ираклий II и русский генерал граф Тотлебен.
Население села Коби состояло из грузин и осетин, что в новейшее время послужило причиной для споров об истории села. С XVII века в селе действовала православная церковь Святого Георгия, священниками в разное время были грузины или осетины. В 1900 году в Коби родился советский учёный, филолог-иранист Василий Иванович Абаев (1900—1901). Здесь также родился Герой Советского Союза Сергей Константинович Коблов (1915—1954).
Гористая местность вокруг Коби не могла прокормить растущее население, что вызвало постепенный отток жителей, который начался ещё до революции 1917 года, а 70 лет спустя, после Перестройки, только усилился. В Советское время в Коби действовала восьмилетняя школа. Современное население Коби, по данным переписи 2014 года, состоит из 3 человек: одного осетина и двух грузин, все православные.